# Фирмилиан Скопски
Фирмилиан (Фирмилян, Фирмилиян) Скопски (на сръбски: Фирмилијан‎) е висш сръбски духовник, деец на сръбската пропаганда в Македония, патриашески митрополит в Скопие от 1902 до 1903 година.

## Биография
Роден е в 1852 година в Шабац със светското име Димитрие Дражич (Димитрије Дражић). В 1869 година приема монашески сан в Петковишкия манастир. Първо завършва богословското училище на остров Халки, а след него и това в Богословския факултет на Атинския университет. По-късно учи философия в Карловия университет в Прага.
Администратор е на Вранската епархия от 1876 до 1878 година, а след това от 1880 година е професор и малко по-късно ректор на Белградската семинария. След оттеглянето на митрополит Михаил Белградски му е продложен митрополитски сан, но отказва. Става духовен наставник на сръбския крал Александър Обренович. Един от учредителите е на Дружеството „Свети Сава“ и член на първата му управа от 1886 година.
След молба от американската сръбска общност, в 1891 година заминава за Чикагои става енорийски свещеник. В 1895 година се установява в Цариград и работи за сръбската пропаганда в Македония. По онова време сръбската държава вече има неуспешен опит за назначаване на просръбски митрополит в Скопие в лицето на Теодосий Скопски, през първия мандат на Стоян Новакович като посланик в Цариград (1885 – 1892). През 1896 година сърбите решават да пробват отново. Така Фирмилиян е преместен от САЩ на разположение на Новакович, който е на втори дипломатически мандат в Цариград (1896 – 1900). Междувременно, след решаващото пропускане на доставки с оръжие от Австро-Унгария за Турция по време на Гръцко-турската война, сръбското правителство отправя искане до Високата порта Фирмилиан да бъде ръкоположен за скопски митрополит. Цариградската патриаршия, обаче склонява да го изпрати само като протосингел на гръцкия митрополит Амвросий в Скопие в 1897 година. Там той е подпомаган в дейността си от сърбоманите Димитър Чуповски, Стефан Дедов и Петър Костич. Все пак, Стоян Новакович продължава активно да ходатайства пред руското посолство, Фирмилиан да бъде назначен за Скопски митрополит. Така след поредица от димпломатически совалки, султанът препоръчва през 1899 година патриархът да уволни Амвросий и на неговото място да постави сърбин. По този начин Фирмилиан измества гръцкия владика, което предизвиква обтягане на отношенията между Сърбия и Гърция и гръцки протест пред Високата порта. В резултат избраният на 19 октомври 1899 година скопски митрополит остава без султански берат.
През 1902 година, след изпращането на Новакович за сръбски посланик в Петербург (1901 – 1905) и последвалото затопляне на двустранните отношения, белградското правителство издейства от Високата порта с руска помощ берат за назначаването му за сръбски митрополит на Скопската епархия. Това е голям успех на сръбската пропаганда в Македония, като така фактически се постига разделяне на Македония на зони на влияние. Под натиск и след предложения за компенсации от страна на Русия правителството на Стоян Данев през май 1902 година отстъпва по въпроса за Фирмилиан. След издаването на фермана от Портата, Цариградската патриаршия му нарежда да отиде в Солун, за да бъде ръкоположен в епископски чин от митрополит Атанасий Солунски. Солунските гърци обаче протестират срещу Фирмилиан и той е принуден да се оттегли в Скалотския манастир „Успение Богородично“ до Енос. Там е ръкоположен на 15 юни 1902 година от митрополит Константин Хиоски в съслужение с митрополитите Никодим Воденски и Никифор Литицки, а на церемонията присъстват руските вицеконсули от Солун и Одрин, сръбският от Солун и гръцкият от Одрин.:с. 258
В България се провеждат протести срещу назначението на Фирмилиан. Димо Хаджидимов пише остра статия „Шумът около Фирмилияна“, в която се казва:
| „ | Нима сръбското правителство вярва, че един Фирмилиян ще може в 5 или 10 години да вдигне в страст сръбския национален дух у скопските българи? | “ |

Фирмилиан в свой доклад от началото на 1903 година до министъра на външните работи Сима Лазич се оплаква, че на Богоявление българите извършили масов водосвет на Вардар в центъра на града и с това подчертали сръбското нищожество пред очите на сръбския митрополит. След Илинденско-Преображенското въстание в Македония пише до сръбското консулство в Скопие, че в Османската империя народностите вече са формирани и те са: мюсюлмани (ислямски миллет), гърци и българи, а сърби няма никъде, и макар че те са имали свое царство по тези земи, като че ли такова никога не е имало.
Фирмилиан Скопски умира в края на 1903 година в Белград, като след преждевременната му смърт го наследяват сръбските митрополити Севастиан и Викентий. Името Фирмилиан става нарицателно и обект на подигравки сред част от българската интелигенция. Така митрополитската катедра в Скопие вече по традиция се заема от сръбски представители.